# Comuna de Łęczyce
Łęczyce (polaco: Gmina Łęczyce) é uma gminy (comuna) na Polónia, na voivodia de Pomerânia e no condado de Wejherowski. A sede do condado é a cidade de Łęczyce.
De acordo com os censos de 2004, a comuna tem 11 066 habitantes, com uma densidade 47,5 hab/km².

## Área
Estende-se por uma área de 232,81 km², incluindo:
- área agricola: 41%
- área florestal: 52%

## Demografia
Dados de 30 de Junho 2004:
|                      | Total   | Total | Mulheres | Mulheres | Homens  | Homens |
| -------------------- | ------- | ----- | -------- | -------- | ------- | ------ |
|                      | pessoas | %     | pessoas  | %        | pessoas | %      |
| População            | 11 066  | 100   | 5513     | 49,8     | 5553    | 50,2   |
| Densidade (pop./km²) | 47,5    | 100   | 23,7     | 23,7     | 23,9    | 23,9   |

De acordo com dados de 2005, o rendimento médio per capita ascendia a 1889,39 zł.

## Comunas vizinhas
- Cewice, Choczewo, Gniewino, Linia, Luzino, Nowa Wieś Lęborska